# Maison forte de Cummugnin
La maison forte de Cummugnin ou Commugnin (Cummugninum) est une ancienne maison forte, du XIVe siècle, au Moyen Âge, siège de la seigneurie de Cummugnin, dont les vestiges se dressent sur la commune de Yenne, une commune française, dans le département de la Savoie en région Auvergne-Rhône-Alpes.

## Situation
Les vestiges de la maison forte se dressent à 1,3 km au sud-est du bourg, au hameau de Commugnin.

## Histoire
La maison forte de Cummugnin est, au XIVe siècle, la possession de la maison de Savoie ; le comte Amédée VI de Savoie l'inféode, en 1348, à Georges du Solier. Le comte l'avait reçue après la mort de Jean de Savoie, archevêque et comte de Lyon.
En 1359, elle est entre les mains de Pierre de La Mar.
Jean de La Mar (de Mari), seigneur de Cummugnin, rédige en la tour de la maison forte de Cummugnin, le 5 août 1438 son testament et demande à être enterré, auprès des siens, dans le tombeau familial, à l'abbaye d'Hautecombe. Avant de mourir, il fait un legs aux pauvres de Yenne.
Le 12 juillet 1503, la veuve d'Étienne de La Mar, seigneur d'Aymavigne et de Cummugnin, qui a la tutelle de ses enfants mineurs, vend par acte, fait en la maison forte de Cummugnin (Apud Cummugninum), des prés situés sous la maison forte, à La Curia, aux lieux-dits vers « l'eau de la Méline » et « en Réclosière » (aqua mellione et in reclusarium).
Sébastien de La Mar, seigneur de Cummugnin, est, en 1610, capitaine du préside des Allinges (Chablais), et ne réside plus dans la maison forte de Cummugnin.
En 1730, la terre est la possession de noble François de Hauteville de Yenne. Joseph de Hauteville, qui décède en octobre 1792, laisse son frère, Claude de Hauteville, major de la ville de Coni (Piémont), comme héritier ; ce dernier étant considéré alors comme émigré, les terres et la maison forte furent vendues comme bien national.
Après la Révolution, les terres furent la propriété des familles Burdet, Dupasquier, Héritier et Perrier.
Madame Perrier, née Héritier, veuve d'Antoine Perrier, sénateur, en a la propriété en 1907.